# Eustace Percy, 1. Baron Percy of Newcastle

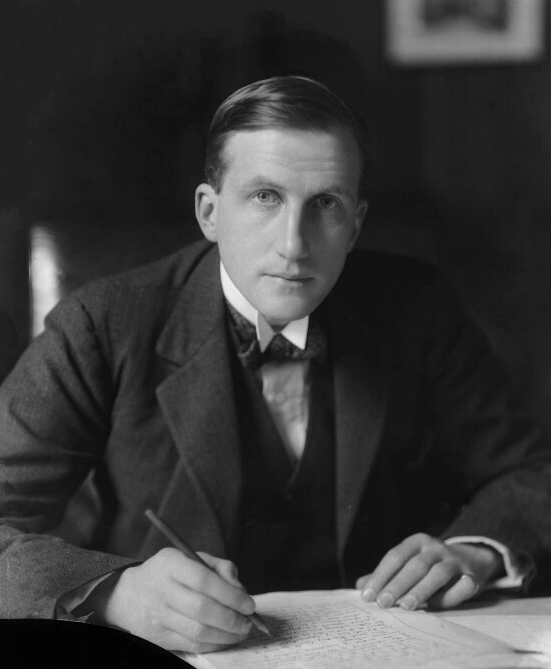
Lord Eustace Percy, 1924

Eustace Sutherland Campbell Percy, 1. Baron Percy of Newcastle, PC (* 21. März 1887; † 3. April 1958) war ein britischer Diplomat, Schriftsteller und Politiker der Conservative Party, der unter anderem zwischen 1921 und 1937 Abgeordneter des Unterhauses (House of Commons), von 1924 bis 1929 Bildungsminister sowie zwischen 1935 und 1936 Minister ohne Geschäftsbereich war. Er fungierte zudem zwischen 1930 und 1945 als Präsident der Royal Institution of Great Britain. Für seine 1937 erschienene Biografie über den schottischen Reformator John Knox wurde er 1938 mit dem James Tait Black Memorial Prize ausgezeichnet. 1953 wurde er als Baron Percy of Newcastle zum erblichen Peer erhoben, wodurch er bis zu seinem Tode 1958 auch Mitglied des Oberhauses (House of Lords) war.

## Leben

### Familiäre Herkunft, Studium und Diplomat
Eustace Sutherland Campbell Percy war das zweitjüngste von dreizehn Kindern von Henry George Percy, der zwischen 1868 und 1885 ebenfalls Abgeordneter des Unterhauses war und 1899 den Titel als 7. Duke of Northumberland erbte, und dessen Ehefrau Lady Edith Campbell, deren Vater George Campbell, 8. Duke of Argyll unter anderem Lordsiegelbewahrer und Minister für Indien war. Als Sohn eines Dukes führte Percy ab 1899 das Höflichkeitsprädikat Lord. Zu seinen älteren Geschwistern gehörten Henry Percy, Earl Percy, der von 1895 bis zu seinem Tode 1909 Unterhausabgeordneter sowie zeitweise Unterstaatssekretär war, und Lady Mary Percy, deren Ehemann Oberstleutnant Aymer Edward Maxwell ein Sohn von Sir Herbert Eustace Maxwell of Monreith, 7. Baronet war, der zwischen 1880 und 1906 ebenfalls Abgeordneter des Unterhauses war. Sein älterer Bruder Alan Ian Percy erbte nach dem Tode des Vaters 1918 den Titel als 8. Duke of Northumberland, während sein älterer Bruder Lord William Percy als Oberst im Garderegiment der Grenadier Guards diente.
Er selbst begann nach dem Besuch des renommierten Eton College ein grundständiges Studium am Christ Church der University of Oxford, welches er 1907 mit einem Bachelor of Arts (B.A.) beendete. Am 29. September 1909 trat er als Attaché in den diplomatischen Dienst des Außenministeriums (Foreign Office) ein und wurde zwei Jahre später am 29. September 1911 nach Abschluss der Attaché-Ausbildung Dritter Sekretär im diplomatischen Dienst, dem er bis 1919 angehörte. Er absolvierte in dieser Zeit noch ein postgraduales Studium am Christ Church der University of Oxford und schloss dieses 1913 mit einem Master of Arts (M.A.) ab.

### Unterhausabgeordneter und Minister
Bei einer Nachwahl (By-election) wurde Eustace Percy am 4. Mai 1921 für die Conservative Party im Wahlkreis Hastings erstmals zum Abgeordneten des Unterhauses (House of Commons) gewählt. Bei den darauf folgenden Unterhauswahlen am 15. November 1922, am 6. Dezember 1923, am 29. Oktober 1924, am 30. Mai 1929, am 27. Oktober 1931 sowie am 14. November 1935 wurde er jeweils in diesem Wahlkreis wiedergewählt und gehörte dem Unterhaus damit bis zu seinem Mandatsverzicht am 26. Oktober 1937 an.
Nachdem er 1923 zunächst Parlamentarischer Staatssekretär im Bildungsministerium (Parliamentary Secretary to the Board of Education) war, fungierte zwischen 1923 und 1924 als Parlamentarischer Staatssekretär im Gesundheitsministerium (Parliamentary Secretary to the Minister of Health).
Danach wurde Percy am 6. November 1924 als Bildungsminister (President of the Board of Education) in das zweite Kabinett Baldwin berufen, dem er bis zum 4. Juni 1929 angehörte. Zugleich wurde er am 7. November 1924 Mitglied des Geheimen Kronrates (Privy Council). Am 7. Juni 1935 übernahm er im dritten Kabinett Baldwin, der sogenannten „dritten Narionalen Regierung“, einen Posten als Minister ohne Geschäftsbereich (Minister without Portfolio) und hatte diesen bis zum 31. März 1936 inne.

### Präsident der Royal Institution, Rektor desKing’s Collegeund Oberhausmitglied
Als Nachfolger seines älteren Bruders  Alan Percy, 8. Duke of Northumberland, wurde Eustace Percy 1930 Präsident der Royal Institution of Great Britain und bekleidete dieses Amt bis 1945, woraufhin Robert Strutt, 4. Baron Rayleigh seine Nachfolge antrat. Nach seinem Ausscheiden aus dem House of Commons wurde er 1937 ferner Rektor des King’s College in Newcastle upon Tyne, aus dem die heutige Newcastle University hervorging, und bekleidete dieses Amt bis 1952. Zeitgleich fungierte er zwischen 1937 und 1952 auch als Kanzler der University of Durham. Für seine 1937 erschienene Biografie über den schottischen Reformator John Knox wurde er 1938 mit dem James Tait Black Memorial Prize ausgezeichnet.
Am 12. Februar 1953 wurde Percy durch ein Letters Patent als Baron Percy of Newcastle, of Etchingham in the County of Sussex, in den erblichen Adelsstand der Peerage of the United Kingdom erhoben, wodurch er bis zu seinem Tode am 3. April 1958 auch Mitglied des Oberhauses (House of Lords) war. Aus seiner am 4. Dezember 1918 geschlossenen Ehe mit Stella Katherine Drummond (1895–1982), Tochter von Generalmajor Laurence George Drummond und dessen Ehefrau Katherine Mary Antrobus, gingen die beiden Töchter Hon. Mary Edith Percy (1919–1998) und Hon. Dorothy Anne Percy (1926–2014) hervor. Da er somit ohne männliche Nachkommen verstarb, erlosch der Titel des Baron Percy of Newcastle mit seinem Tod.

## Veröffentlichungen
- The Privy Council under the Tudors, 1907
- The Responsibilities of the League, 1920
- Maritime Trade in War. Lectures on the freedom of the seas, 1930
- Education at the Crossroads, 1930
- Democracy on Trial. A preface to an industrial policy, 1931
- Government in Transition, 1934
- Conservatism and the future, 1935
- John Knox, 1937
- The Heresy of Democracy. A study in the history of government, 1954
- Some Memories, 1958